# Cytaea koronivia
Cytaea koronivia är en spindelart som beskrevs av Berry, Beatty, Prószynski 1998. Cytaea koronivia ingår i släktet Cytaea och familjen hoppspindlar. Inga underarter finns listade i Catalogue of Life.